# Kościół św. Marcina w Połańcu
Kościół świętego Marcina w Połańcu – rzymskokatolicki kościół parafialny znajdujący się w mieście Połaniec, w województwie świętokrzyskim. Należy do dekanatu Połaniec diecezji sandomierskiej.

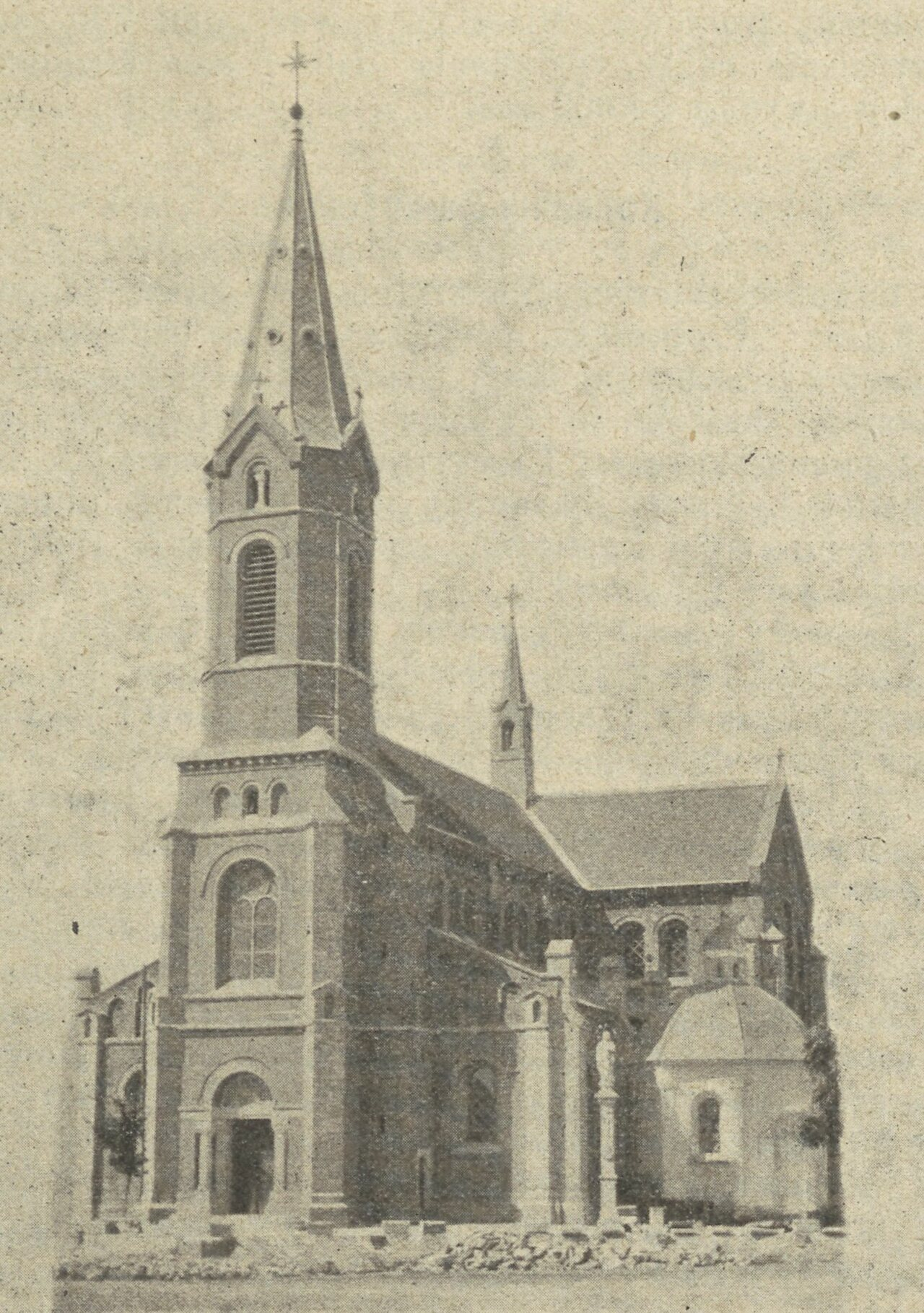
Kościół przed 1915

Najstarszą częścią kościoła jest murowana kaplica Matki Bożej Różańcowej wzniesiona pod koniec XVII wieku lub na początku XVIII stulecia, dzięki staraniom Stanisława Szembeka, chorążego sandomierskiego. Do niej została dobudowana neoromańska świątynia. Budowę prowadził najpierw ksiądz kanonik Leon Kowalski, a następnie ksiądz Feliks Braziewicz. Prace budowlane zostały zapoczątkowane wykopami w 1890 roku. W dniu 4 października 1893 roku został poświęcony kamień węgielny przez biskupa sandomierskiego Antoniego Franciszka Sotkiewicza. Świątynia została ukończona w 1899 roku. W dniu 29 lipca 1900 roku kościół został konsekrowany przez wspomnianego wyżej biskupa Antoniego Franciszka Sotkiewicza. Projektantem budowli był architekt Napoleon Statowski. W latach 1937–1939, podczas urzędowania księdza Rębowskiego, wnętrze kościoła zostało wymalowane oraz wymieniono pokrycie dachu z dachówek na blachy.